# Рішар Жеранян
Рішар Жеранян (вірм. Ռիշար Ժերանյան; 17 липня 1921, Сівас, Туреччина — 10 жовтня 2019, Париж, Франція) — французький художник та літограф вірменського походження.

## Біографія
Народився 1921 року в Сівасі, Туреччина. В 30-х роках емігрував з тодішньої Закавказької Радянської Федеративної Соціалістичної Республіки до Франції. Зацікавившись мистецтвом, почав навчатись художній справі в Марселлі, а згодом продовжив навчання в Парижі в Академії Жуліана та Академії де ла Ґранд Шом'є. 1944 року був призваний на військову службу до ВПС та був відправлений спочатку до Алжиру, а потім Фесу. Після війни він подорожував та організовував свої виставки в Лівані, СРСР та Ірані. Він також відвідував свою батьківщину. Під час Спітакського землетрусу 1988 року він брав активну участь в благодійних акціяї та долучився до збору коштів на побудову дитячої лікарні.
Стиль його робіт розвивався, долаючи фігуративістичні, сюрреалістичні, кубічні та абстрактні періоди та доповнюючи темами музики, жінки та Вірменії через фігури, ландшафти та натюрморти.
Його роботи знаходяться в Музеї образотворчих мистецтв ім. Пушкіна в Москві та Національній галереї Вірменії в Єревані.

## Нагороди
- 1955 — Срібна медаль Парижа[11]
- 1959 — Орден Мистецтв та літератури
- 1987 — Національна премія Мартіроса Сар'яна
- 2011 — Медаль Мовсеса Хоренаці